# 蓝禄叶
蓝禄叶（法語：Pierre-Marie-François Lalouyer；1850年3月12日—1923年2月17日）是天主教法國籍主教及巴黎外方傳教會會士。曾任北滿宗座代牧区宗座代牧（1898年-1923年）。

## 生平
蓝禄叶出生于1850年3月12日，法蘭西第二共和國西北部布列塔尼大区伊勒-维莱讷省中部偏東的市鎮阿西涅。1871年，他在20岁時加入巴黎外方傳教會。1873年6月7日，藍祿葉在23岁時晉鐸，並派遣前往中國東北传教。
1897年7月24日，蓝禄叶在47岁時獲時任教宗良十三世出任成為遼東滿州宗座代牧區助理宗座代牧，領銜敘利亞拉法尼亞教區主教。同年12月19日，由遼東滿州宗座代牧紀隆主教主禮晉牧。
1898年5月10日，聖座把遼東滿洲宗座代牧區一分為二，成立南滿宗座代牧區和北滿宗座代牧區。同月16日，藍祿葉改任北滿宗座代牧區宗座代牧。
1900年，他曾經歷庚子之亂，期間吉林耶穌聖心主教座堂被义和团烧毁。他被迫逃往哈爾濱，再經俄羅斯帝國海參崴到達日本長崎。八國聯軍之役後，他經上海返回吉林，重建傳教區。1903年，主禮祝福重建後的耶穌聖心主教座堂，且晉鐸首位中國本土神父。1910年至1911年間，中國東北爆發鼠疫，他致力協助防疫。蓝主教任內襄禮晉牧在1901年的方濟·德曼格為大邱宗座代牧及1915年的南滿宗座代牧區助理宗座代牧為善味增爵。
1923年2月17日，蓝禄叶主教在中華民國吉林省吉林市去世，享年72歲，蓝主教葬於吉林耶穌聖心主教座堂。